# Покровка (Заларинский район)
Покровка (Билигир) — упразднённый населённый пункт в Заларинском районе Иркутской области России. Входил в состав Рудникского сельсовета. Ныне его территория входит в Ханжиновское муниципальное образование.

## География
Населённый пункт располагался на реке Билигир (также Протока) в 3-х-4-х километрах от р. Оки на болотистой местности посреди тайги. Всего в посёлке была одна улица. Транспортное сообщение с населённым пунктом осуществлялось с помощью автобуса до посёлка Тыреть 1-я, однако в сложные погодные условия оно было затруднено.

## История
Участок был основан в день Покрова (14 октября), из-за чего и получил название Покровка. Первоначально жители селились в землянках. На 1929 год посёлок Покровский (Билигир) в составе Рудникского сельсовета с центром в населённом пункте Рудник, где функционировала начальная школа, насчитывалось 97 дворов, проживали 496 человек (223 мужчины и 273 женщины), в основном, русские, но также жили поляки, литовцы, украинцы, цыгане и др.. В последующие годы в посёлке функционировали ферма КРС, где работали около 8 доярок, магазин, клуб, был телятник, конюшня, кузница, овощехранилище, водокачка. Многие жители занимались лесными промыслами. В 1957 году населённый пункт был электрифицирован. На 1960 год в деревне насчитывалось порядка 40 домов. В начале 1960-х в посёлке функционировали овце- и свиноферма. В 1969 году школа в Покровке была закрыта, и населённый пункт пришёл в упадок. На топографической карте Генштаба СССР 1984 года участок Покровка отмечен как нежилой.